# Сомакоста (Белуно)
Сомакоста (итал. Sommacosta) је насеље у Италији у округу Белуно, региону Венето.
Према процени из 2011. у насељу је живело 12 становника. Насеље се налази на надморској висини од 764 м.